# Cariacica
Cariacica – miasto w Brazylii w stanie Espírito Santo.
Liczba mieszkańców w 2000 roku wynosiła 312 542.
W mieście rozwinął się przemysł tłuszczowy oraz mięsny.